# Hôtel de Beauvais
El hôtel de Beauvais es una hôtel particulier ubicada en 68, rue François-Miron, en el 4 distrito de París, construido a partir de 1655 en el distrito de Marais que alberga el Tribunal Administrativo de Apelación de París. Fue clasificado como monumento histórico en 1966.

## Los cimientos góticos
En París, una dama llamada Éloïse de Palaiseau donó una casa a la Abadía de Chaalis en 1243. Tenía dos edificios principales, uno de los cuales se llamaba " el hotel del faucon ". A comienzos siglo XIII, los abades de Chaalis construyeron, en la ubicación actual del hotel, su "Casa adosada », del que todavía se conservan hermosas bodegas góticas debajo del patio trasero del actual edificio. Los cambios arquitectónicos se realizaron en el siglo XVIII por Robert de Cotte luego Jean-Baptiste de Beausire.

## La mansión privada de Cateau la Borgnesse

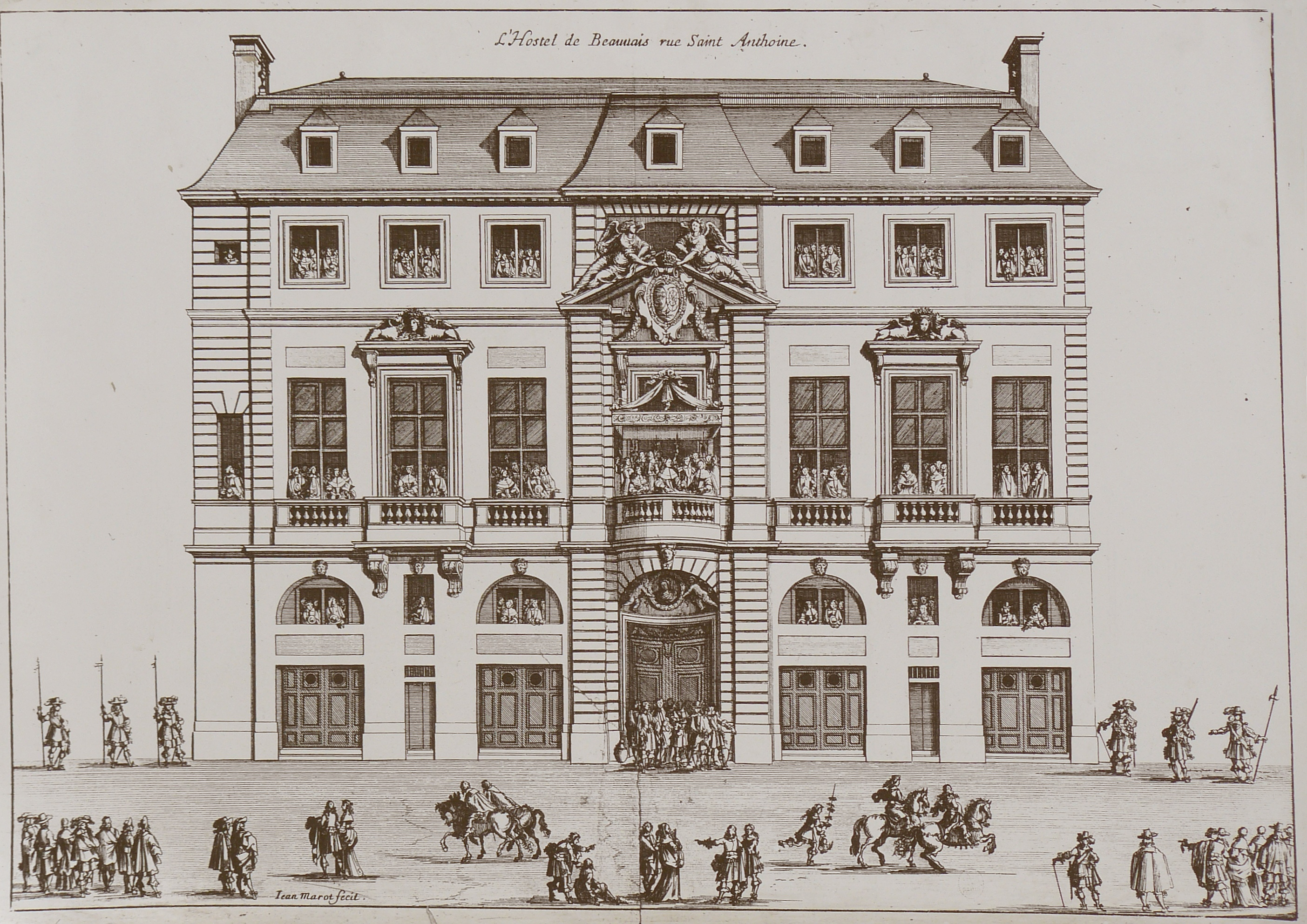
Grabado de Jean Marot que muestra la fachada original del hotel (1660) y su registro decorativo.

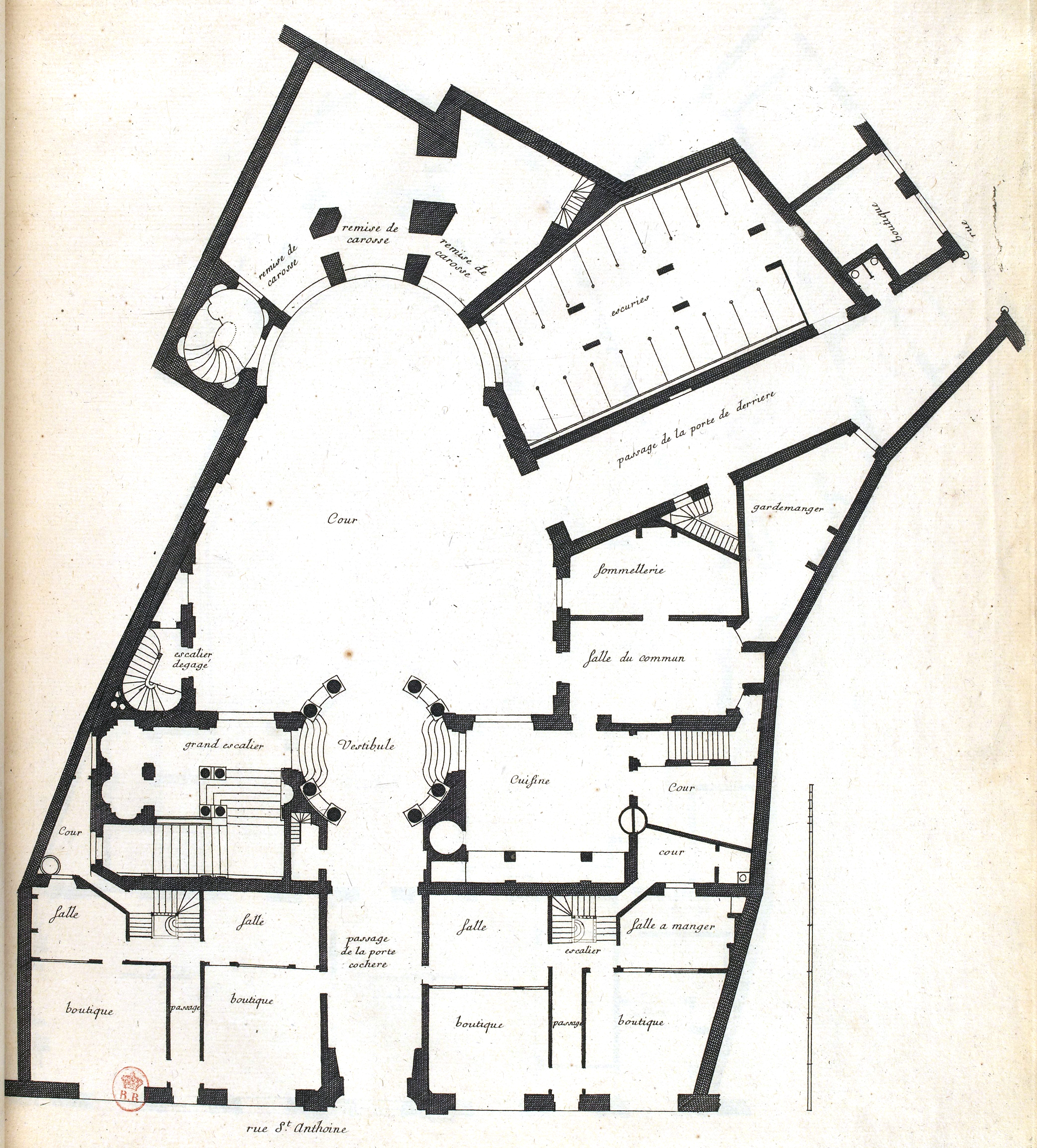
Planta del hotel cuyo patio, demasiado pequeño para las maniobras de los carruajes, está atravesado por dos puertas de cocheros.

Propiedad de la esposa de Nicolás Fouquet, Superintendente de Finanzas, esta residencia fue vendida el 30 de marzo de 1654, a Pedro de Beauvais. Amplió la propiedad comprando una casa adosada contigua., que dio paso a un prestigioso hotel construido a partir de 1654 por Antoine Le Pautre, primer arquitecto del Rey, para Catherine Bellier, esposa de Pierre de Beauvais y primera doncella de la Reina Ana de Austria, por servicio prestado. Apodada Cateau la Borgnesse por sus ojos divergentes, esta plebeya elegida por su fealdad (para que el rey no se enamorara de ella) habría, por orden de la reina, desvirgado al joven Luis XIV, entonces de 14 años. Conservó el privilegio de aparecer durante toda su vida, entre las primeras personas que asistieron a la leva del rey (así ante los príncipes de la sangre), una posición estratégica para buscar favores, y un privilegio envidiado.
Sin duda, Catherine Bellier estuvo muy unida a Ana de Austria ya que fue ella quien le administró los enemas, las enemas, los tratamientos médicos habituales en la época. Además de la donación de una parte del terreno en el que Fouquet construirá la mansión privada, por la que despidió a los espías, se beneficia del arreglo de su matrimonio con un ennoblecido mercader de paños. Bastante rica sin embargo ya que disfrutaba de un privilegio que le permitía recibir una regalía sobre los regalos que entraban y salían del Palacio de Versalles, acabó su vida miserablemente arruinada por el juego y unos cuantos gigolós. Reputada como extremadamente fea y avara, parece que consiguió recuperar, por orden del rey, piedras destinadas a la fachada del Louvre y mandó diseñar desde un principio su hotel con tiendas en la fachada para recoger la rentas
En un hôtel particulier a pie de calle, el arquitecto estaba sujeto a las limitaciones de la parcelación medieval, cuya superficie misma, con diecisiete lados, era apenas considerable. Los apartamentos se desarrollan en el primer piso y en el ático para evitar esta promiscuidad, lo que anima a Catherine Bellier, que conoce la fragilidad de su posición en la corte, a añadir cuatro tiendas en la planta baja para asegurar sus ingresos. Un caso extremadamente raro, cuyo modelo se encuentra quizás en ciertos palacios romanos (Palacio Caprini), tiene así cuatro galerías comerciales (superadas por un entrepiso que servía de alojamiento y coronado con mascarones que son falsificaciones de 2001) Tenía las metopas del friso de la fachada adornadas con cabezas de león y cabezas de carnero, siendo estos emblemas alusivos al rey y su apellido de soltera.
Desde su balcón asisten la Reina Madre, Mazarino y Turenne, el 26 de agosto de 1660, la fecha de su inauguración, cuando Luis XIV y María Teresa entraron en París para celebrar su matrimonio. Françoise d'Aubigné, que estaba allí, vio por primera vez en su vida a su futuro esposo y soberano. El pórtico está coronado por las armas de Francia en recuerdo de ese día.

## sigloVVIII

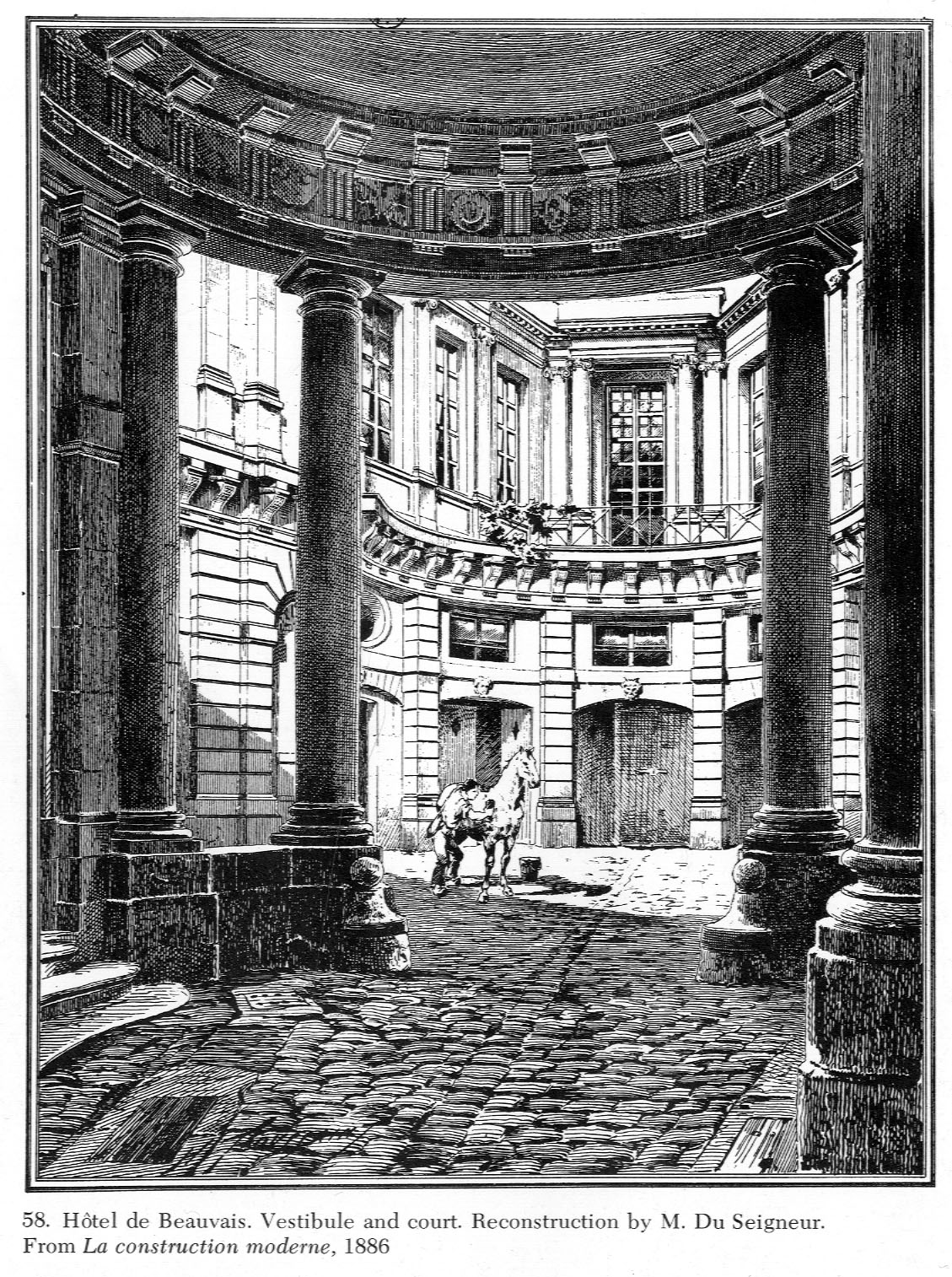
Hôtel de Beauvais alrededor de 1886.

El troyano Jean Orry lo compró en 1706. Desde 1697, Orry hizo su fortuna abasteciendo a los ejércitos, antes de convertirse en consejero del rey. Fue él a quien Luis XIV delegó en Madrid desde 1701 hasta 1706 para asistir al duque de Anjou llamado al trono de España. Fue a él a quien Felipe V llamó de nuevo desde el otro lado de los Pirineos entre 1713 y 1715, para convertirlo en su verdadero primer ministro. Su hijo, Philibert Orry, nació en 1689. Protegido por el cardenal Fleury bajo la minoría de Luis XV, se convirtió en contralor general de finanzas y superintendente de los edificios del rey durante quince años, de 1730 a 1745. Muerto en 1747 sin descendencia, fue su sobrino el poeta Louis Philibert Orry quien heredó por sustitución todos sus bienes, bienes que dilapidó.
En 1763, fue alquilado por el Conde Maximilian Emmanuel Franz van Eyck (1711-1777), embajador del Elector de Baviera, quien instaló allí un garito en aplicación de su derecho de extraterritorialidad y los plenos poderes del rey, dados enoctobre 1755octubre de 1755 . Van Eyck se había casado con Maria Anna Felicitas (1741-1764), hija del primer canciller de Salzburgo, el conde Georg Anton Felix von Arco. La joven, a quien el joven Mozart amaba notablemente y quien le devolvió el favor, murió el 6 de febrero de 1764 .

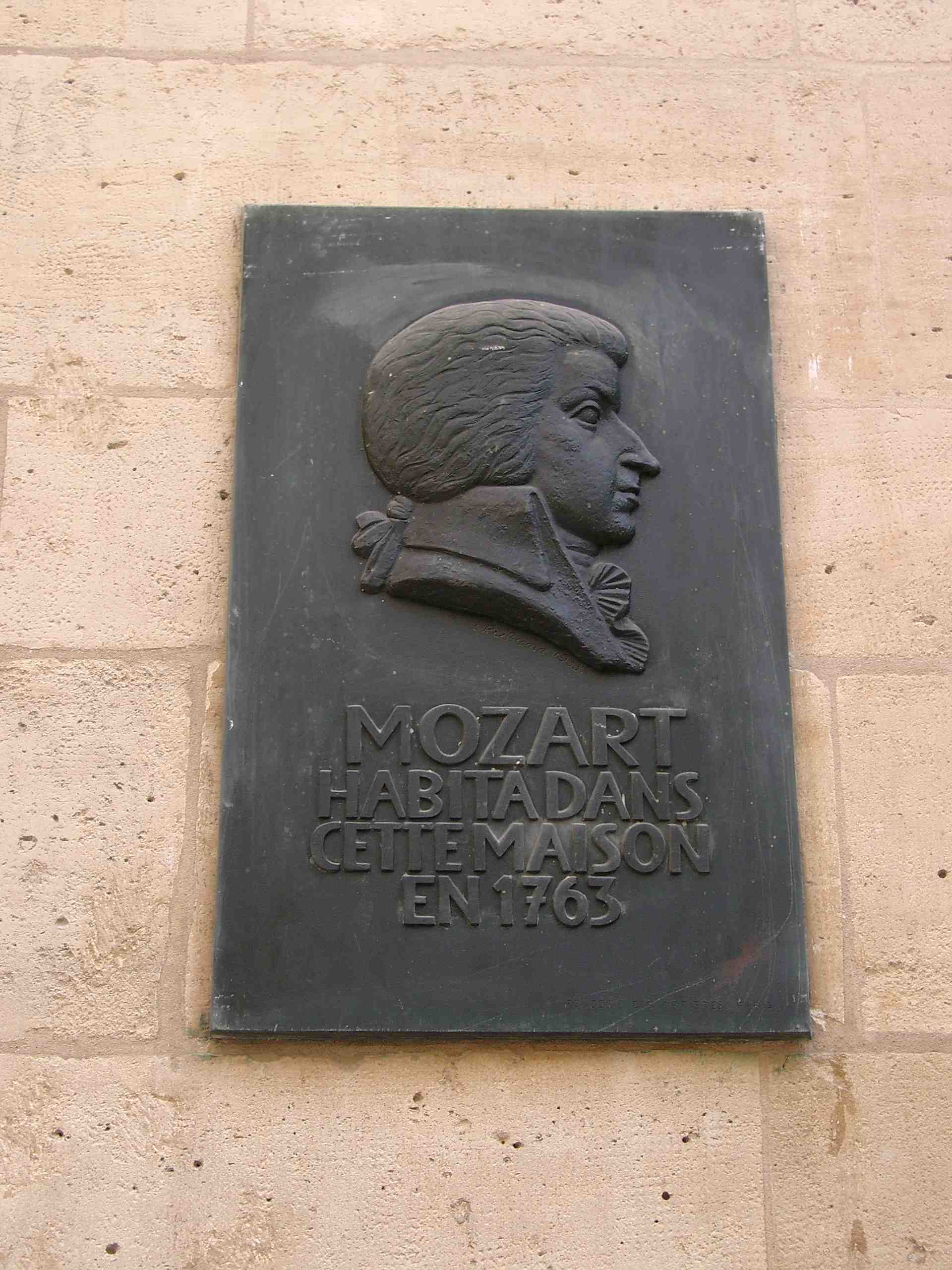
Placa conmemorativa en la pared de zorros del hotel.

Allí recibió a la familia Mozart durante seis meses para la primera gira parisina de su gira europea . Acompañado por su padre Leopold Mozart y su hermana Maria-Anna, el joven Wolfgang tenía entonces 7 años y era demasiado pequeño para ver el jardín colgante, encima de los establos previstos para dieciocho caballos en el patio del hotel. Los Mozart se encuentran en el segundo piso del18 novembre 176318 de noviembre de 1763 aavril 1764abril de 1764 . El ocupante del local hizo transportar el clavicémbalo de la condesa a la sala de los Mozart.
Incautado durante la Revolución Francesa, porque las hijas de van Eyck habían emigrado, y transformado en una oficina de diligencias,  fue alquilado y modificado a lo largo del siglo XIX y principios del siglo XX. 

## sigloXX
Eugène Atget realizó una serie de fotografías de él en 1902.
Comprado por 200 000 francos por el ayuntamiento de París en 1943 a la familia Simon como parte del expolio de las familias judías (el joven Morejno Simon, nacido el 7 de julio de 1932, fue deportado en 1942 a Auschwitz donde fue asesinado por los nazis a su llegada, el 29 de agosto de 1942), se convirtió en un edificio de viviendas de alquiler en la Liberación, amparado por la ley de 1948, ocupado hasta 1985/1986. Luego quedó casi abandonado y fue objeto de numerosos proyectos, incluido el de un instituto de perfumería francés.

## Descripción

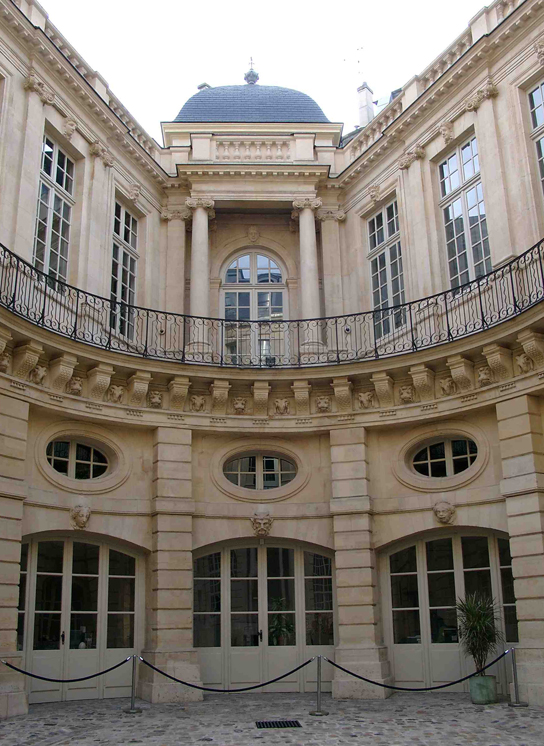
Patio ovalado del Hôtel de Beauvais formando un pórtico con pilastras y mascarones bajo las diana. Los frisos están adornados alternando cabezas de león (símbolos del rey) y cabezas de carnero (siendo estos últimos emblemas alusivos al apellido de soltera de la dueña de la casa).

Después de ser restaurado, bajo la dirección de Bernard Fonquernie, arquitecto jefe de monumentos históricos, y restaurado a su estado original mediante la eliminación de recortes en el piso destinados a mejorar la rentabilidad del alquiler, desde 2004 alberga el Tribunal Administrativo de Apelación de París.
Las limitaciones del terreno estrecho, con quince lados, dan un carácter inusual a este hotel. El terreno de forma irregular impuso un plan original, especialmente en el patio semioval. Las 5 puertas con mascarones, pequeños mascarones decorativos, corresponden a las antiguas caballerizas. Destaca también la escalera de piedra con barandilla de hierro forjado. También podemos notar la puerta principal con su diseño curvo y su puerta más pequeña reservada para los peatones.
En su Cours d'architecture, o Tratado sobre la decoración, distribución y construcción de los edificios : que contiene las lecciones dadas en 1750 y los años siguientes Volumen 3. Jacques-François Blondel (1705-1774) hace un análisis arquitectónico del Hôtel de Beauvais (página 444 y siguientes)
Bajo el patio, construido íntegramente sobre las bóvedas, hay sótanos que fueron vaciados de sus escombros en la década de 1970 por voluntarios de la asociación Paris Historique y el Festival du Marais, que tenían sus locales en la planta baja y en el primer piso. En 1974, estas bodegas góticas sirvieron como sala de espectáculos (café teatro) por primera vez en el marco del Festival du Marais, después de una restauración sumaria y temporal. Una segunda serie de sótanos góticos, actualmente inaccesibles desde la renovación del hotel, habrían permitido la comunicación con los de un edificio en la rue de Jouy, frente al Hôtel d'Aumont. Debajo del patio hay una amplia sala donde quedan los restos de un altar, vestigio sin duda de los ocupantes eclesiásticos del anterior recinto.
"De los interiores, solo quedan algunos raros estos del siglo XVIII, conservados en las habitaciones del ático, así como interesantes restos del Primer Imperio, espejos, chimeneas, pilastras".
Debido a su conformación y su patio de teatro, aparece en muchas películas francesas, en particular La Banquière (1980) con Romy Schneider o Camille Claudel (1988) con Isabelle Adjani, así como en L'Insoportable Lightness of Being. (1988) del director estadounidense Philip Kaufman.